# Mercedes-AMG X 290

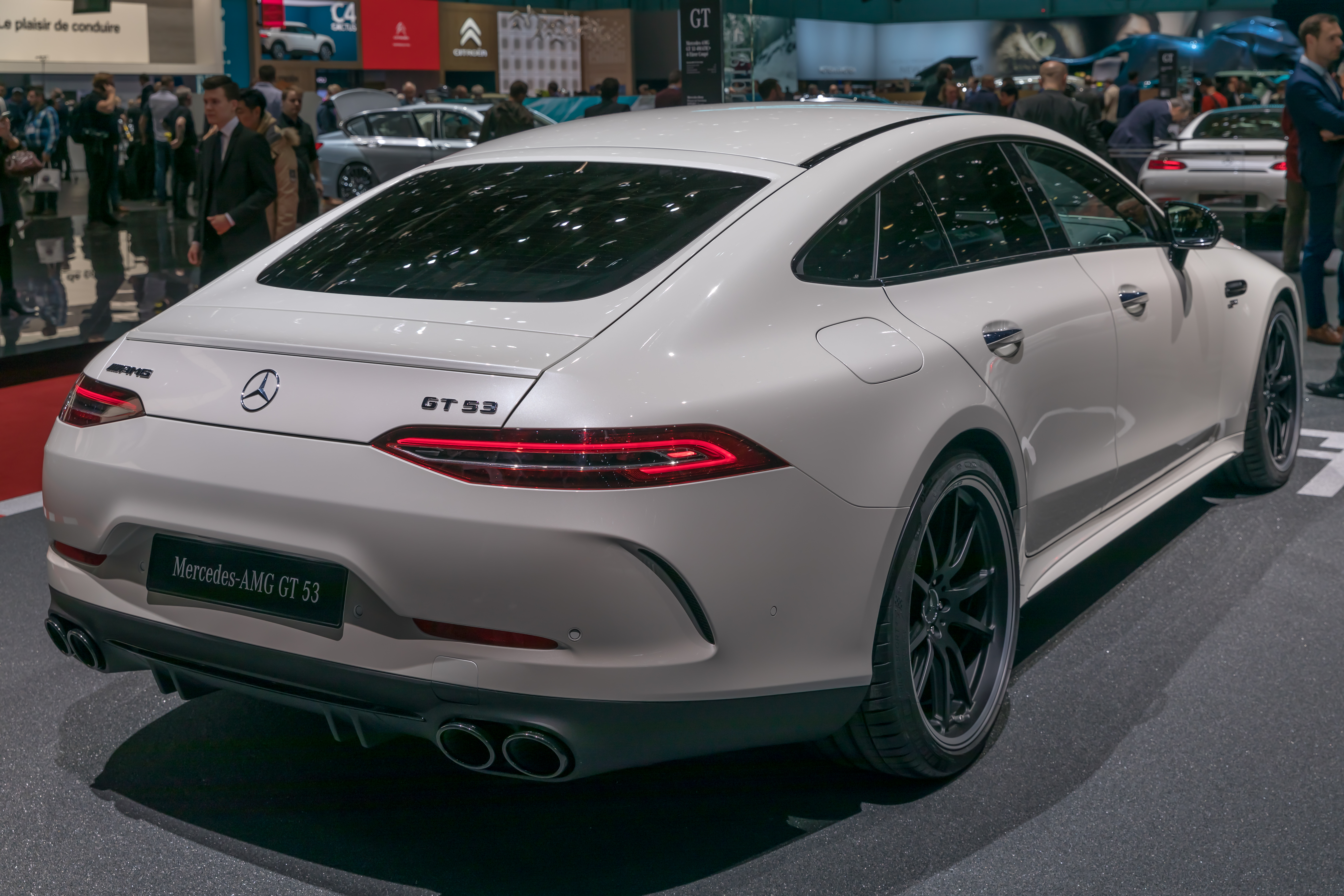
Mercedes-AMG GT 53 auf dem Genfer Autosalon 2018, Heckansicht

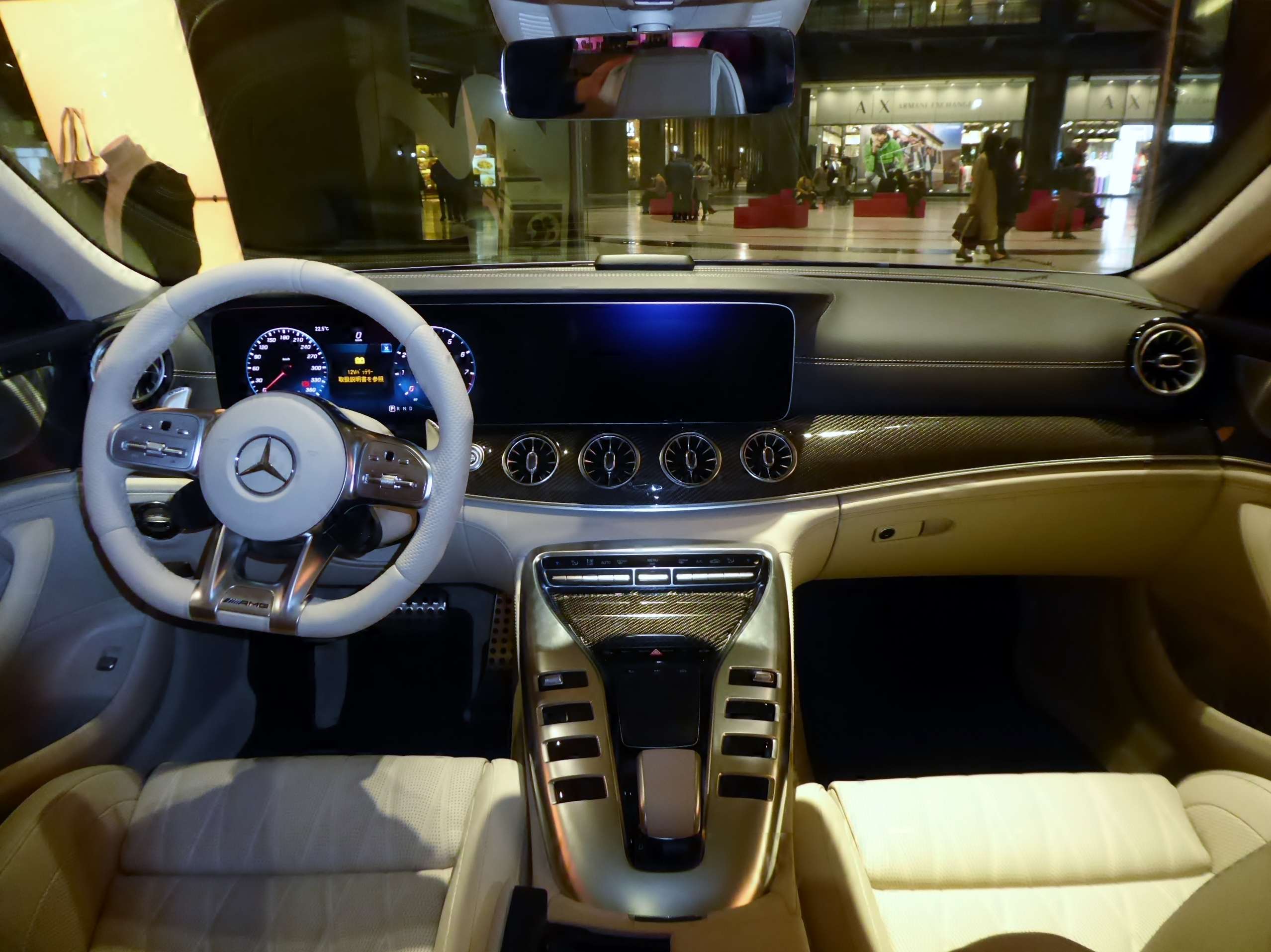
Innenraum (GT 63 S)

Das Mercedes-AMG GT 4-Türer Coupé ist ein Fahrzeug von Mercedes-AMG. Intern wird das Fahrzeug unter der Bezeichnung X 290 geführt.

## Modellgeschichte
Nach der Einführung des Mercedes-AMG GT präsentierte die Daimler AG (heute Mercedes-Benz Group) auf dem Genfer Auto-Salon 2017 eine Studie einer viertürigen Version, zu der eine Serienfertigung in Aussicht gestellt wurde.
Genau ein Jahr später wurde an selber Stelle der X 290 in zwei Motorvarianten vorgestellt: als Hybridmodell GT 53 4MATIC+ mit Reihensechszylindermotor sowie als GT 63 4MATIC+ und GT 63 S 4MATIC+ mit V8-Turbomotor. 
Im Herbst 2020 zeigte Brabus mit dem Rocket 900 One of Ten eine Version mit Zylinderbohrungen von 84 Millimetern und auf 100 Millimeter verlängertem Hub, was 4,5 Liter Hubraum ergibt, sowie eigenen Turboladern. Sie hat 662 kW (900 PS) Leistung bei 6200/min und ein maximales Drehmoment von 1250 Nm bei 2900/min, was im Fahrzeug elektronisch auf 1050 Nm begrenzt wird. Das Fahrzeug soll aus dem Stand in 2,8 Sekunden auf 100 km/h beschleunigen.
Im Juni 2021 präsentierte Mercedes-AMG für die Sechszylinder eine überarbeitete Version. Das Topmodell GT 63 S E Performance wurde im September 2021 vorgestellt. Zwischen Mai 2022 und Juli 2022 war es auch als Sondermodell F1 Edition bestellbar.
Auf Basis der Baureihe wurde im Rahmen des ersten Großen Preises von Miami im Mai 2022 das von will.i.am gestaltete Einzelstück Will.I.AMG The Flip vorgestellt.

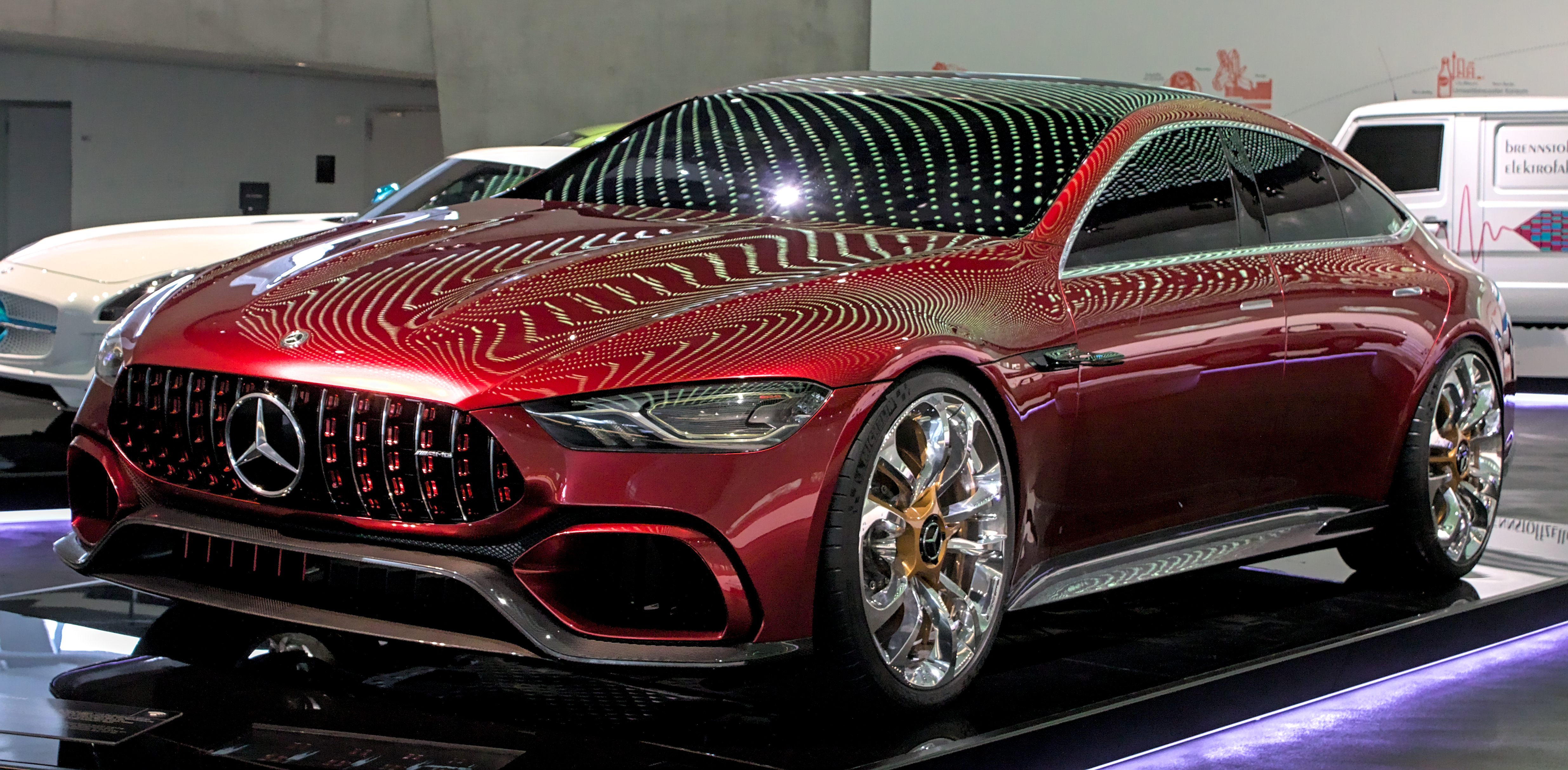
Die Studie GT Concept wurde im März 2017 als Vorgeschmack auf den X 290 präsentiert.
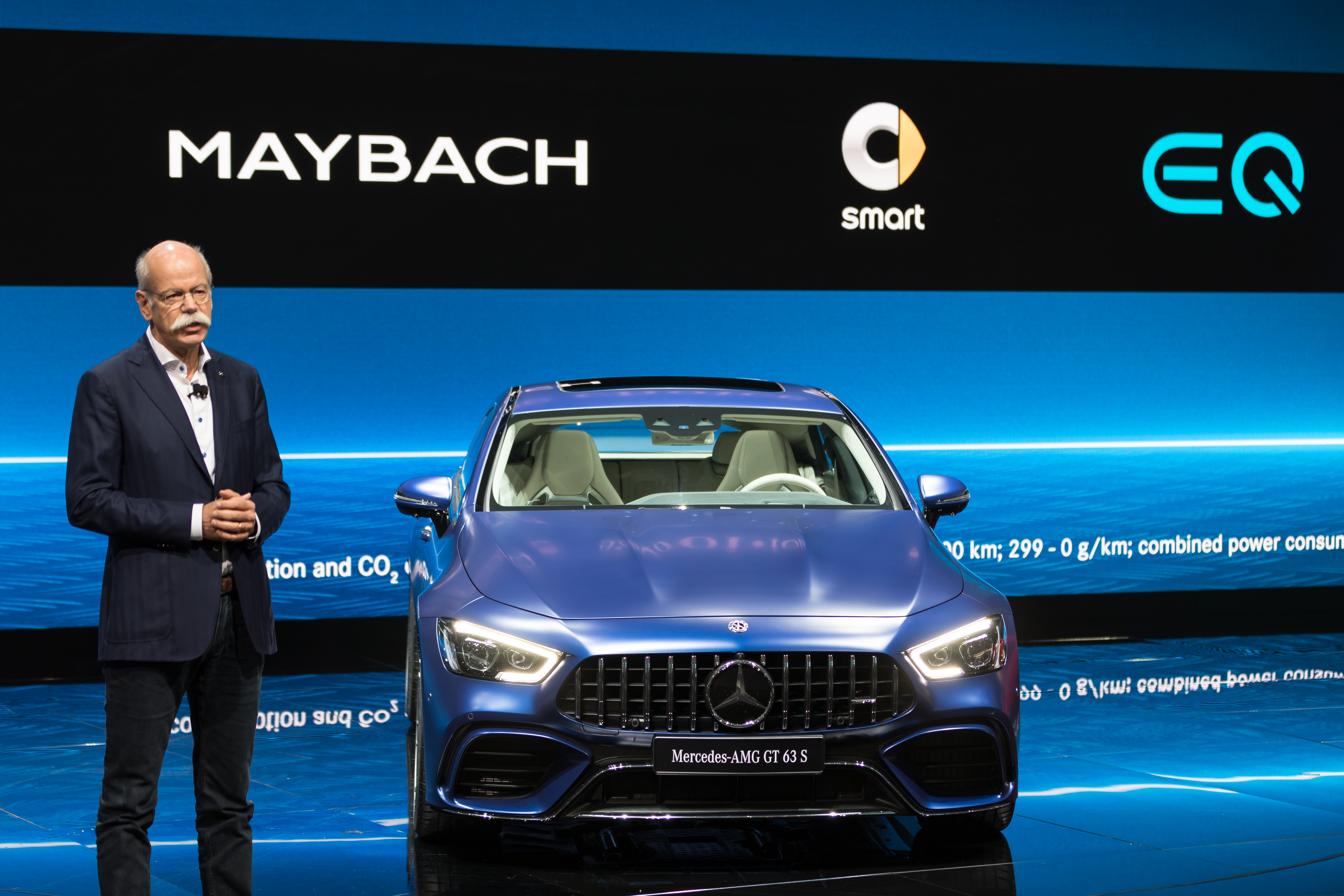
Dieter Zetsche präsentiert den X 290 in Genf.

## Technik
Der X 290 teilt sich die Basis mit den Baureihen 213 und 257. In den beiden V8-Motorisierungen verfügt das Fahrzeug über eine Zylinderabschaltung. Falls der Fahrer das Fahrprogramm Comfort ausgewählt hat, werden im Teillastbereich die Zylinder zwei, drei, fünf und acht deaktiviert. Dies sorgt für erhebliche Kraftstoffeinsparungen. Mit 470 kW (639 PS) war der GT 63 S beim Marktstart das stärkste von Mercedes-AMG angebotene Fahrzeug. Außerdem ist der GT 63 S die einzige Variante der Baureihe, die ab September 2018 für ein Jahr lang als Edition-1-Sondermodell verkauft wurde.
Beim Plug-in-Hybriden GT 63 S E Performance wird der Ottomotor aus dem GT 63 S mit einem 150 kW (204 PS) starken Elektromotor kombiniert. Die Systemleistung wird mit 620 kW (843 PS) angegeben. Ein Lithium-Ionen-Akkumulator mit einem Energieinhalt von 6,1 kWh ermöglicht eine elektrische Reichweite von 12 km. Die Beschleunigung aus Stand auf 100 km/h liegt ähnlich dem Brabus Rocket unter 3 Sekunden.

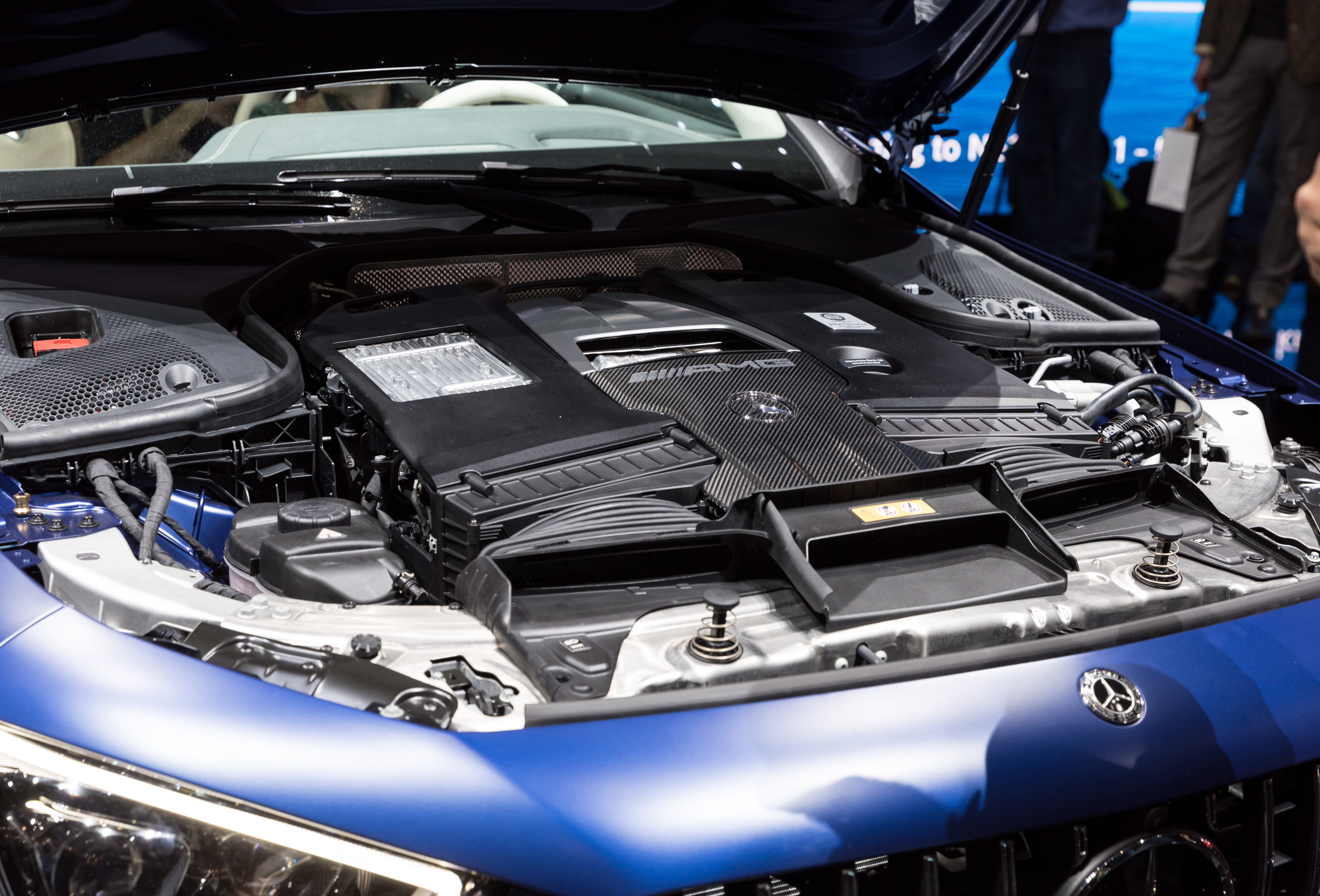
M 177-Motor des GT 63 S, seit 2018
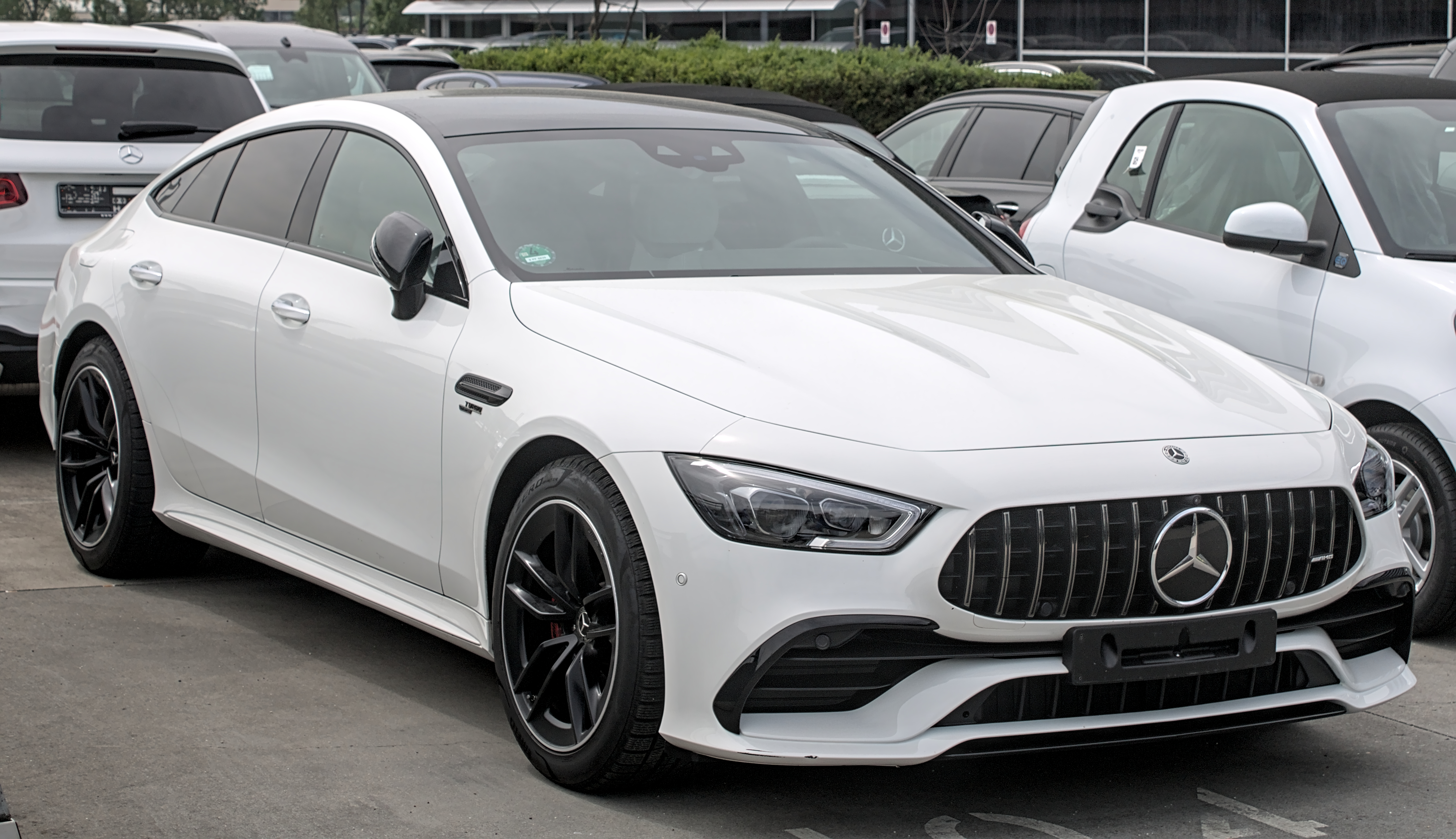
Mercedes-AMG GT 53 (Facelift, seit 2021)
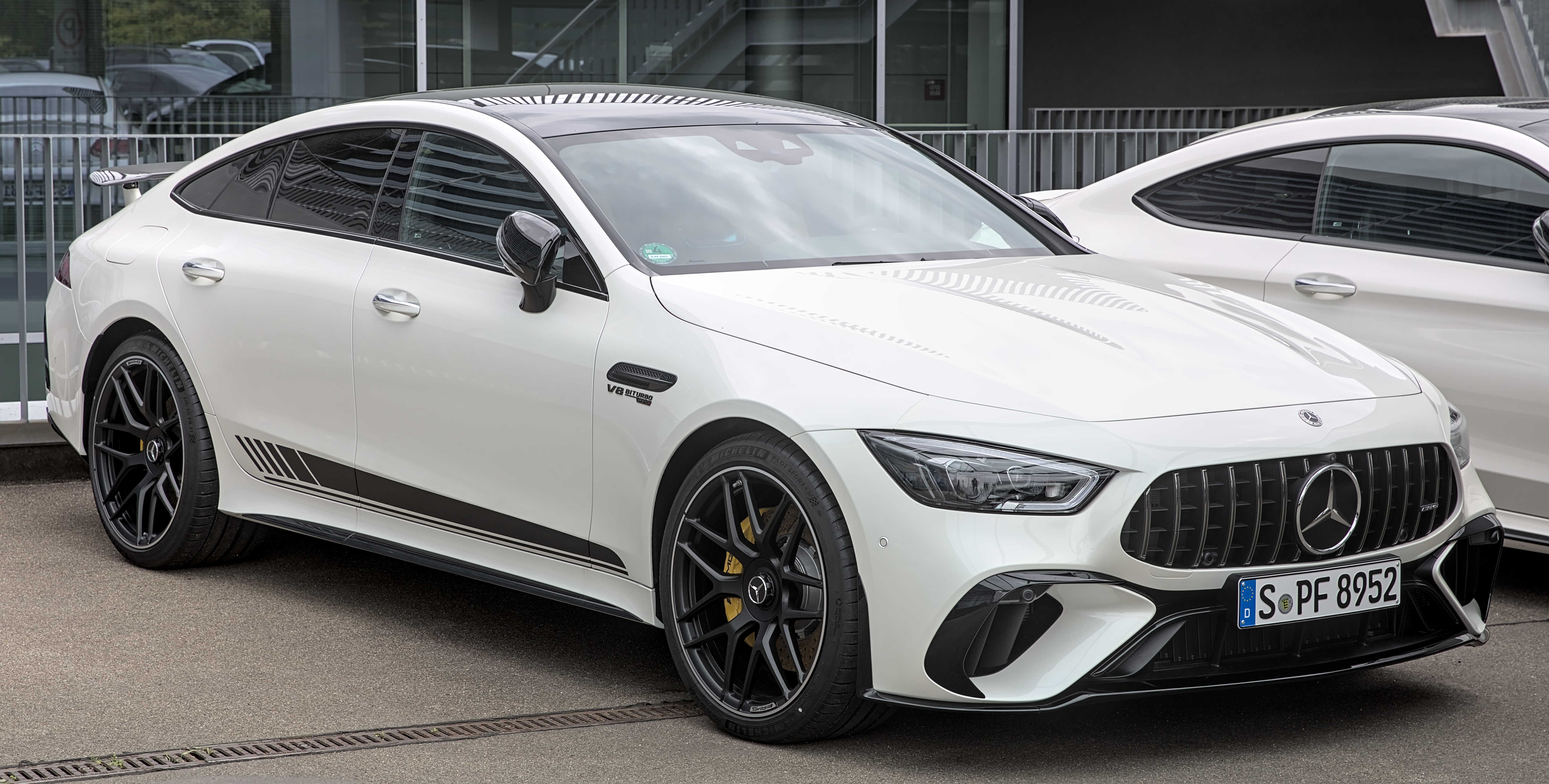
Mercedes-AMG GT 63 S (Facelift, seit 2022)
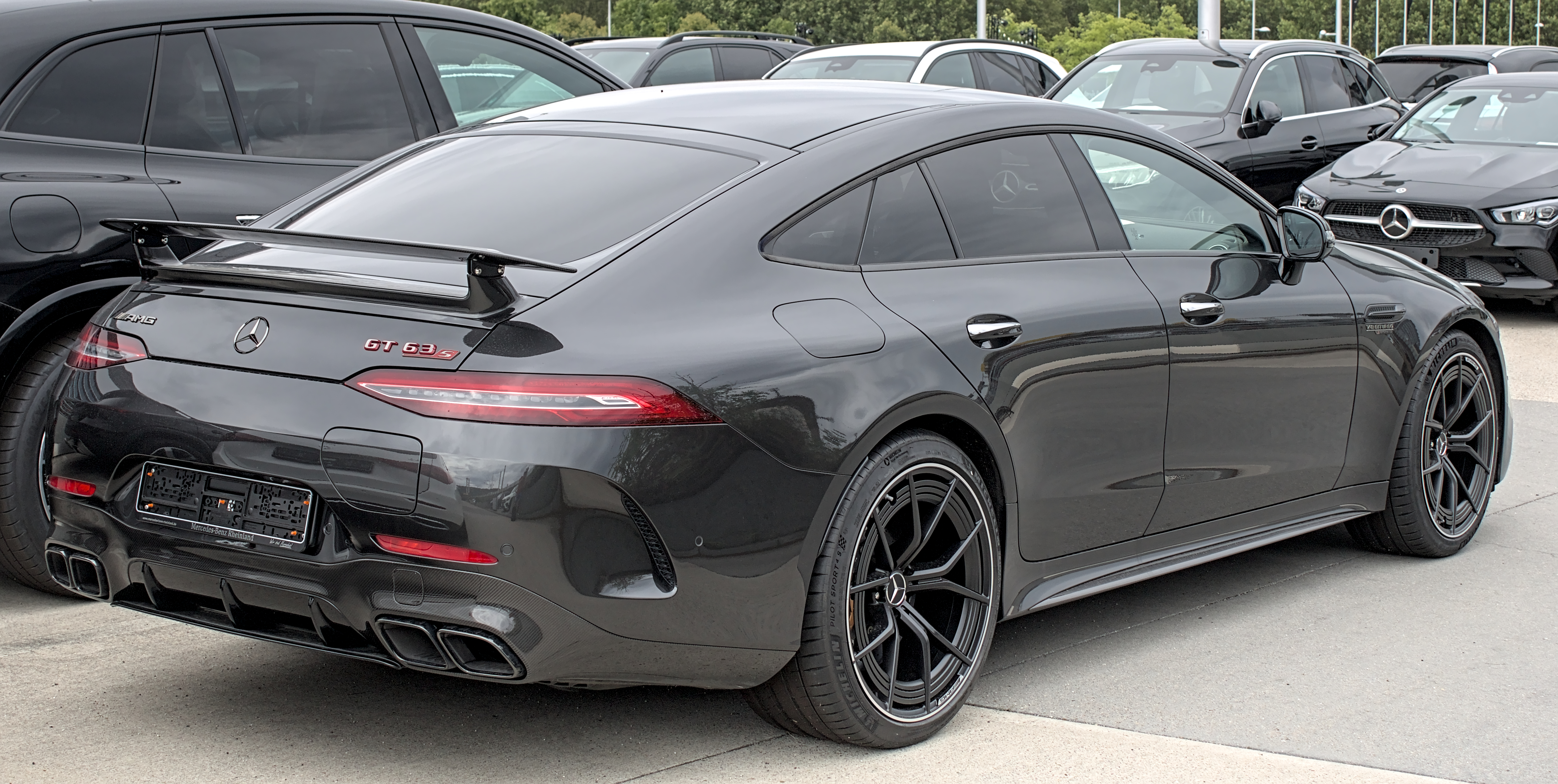
Mercedes-AMG GT 63 S 4MATIC+ E Performance (seit 2022)

### Technische Daten
|                                            | AMG GT 43                                      | AMG GT 43                                      | AMG GT 43 4MATIC+                              | AMG GT 43 4MATIC+                              | AMG GT 43 4MATIC+                                   | AMG GT 53 4MATIC+                              | AMG GT 53 4MATIC+                              | AMG GT 53 4MATIC+                                   | AMG GT 63 4MATIC+                   | AMG GT 63 4MATIC+                   | AMG GT 63 4MATIC+                   | AMG GT 63 S 4MATIC+                 | AMG GT 63 S 4MATIC+                 | AMG GT 63 S 4MATIC+                 | AMG GT 63 S 4MATIC+ E Performance                     | AMG GT 63 S 4MATIC+ E Performance                     |
| ------------------------------------------ | ---------------------------------------------- | ---------------------------------------------- | ---------------------------------------------- | ---------------------------------------------- | --------------------------------------------------- | ---------------------------------------------- | ---------------------------------------------- | --------------------------------------------------- | ----------------------------------- | ----------------------------------- | ----------------------------------- | ----------------------------------- | ----------------------------------- | ----------------------------------- | ----------------------------------------------------- | ----------------------------------------------------- |
| Auslieferungszeitraum                      | 12/2018–06/2020                                | 06/2020–07/2023                                | 12/2018–06/2020                                | 06/2020–12/2023                                | seit 12/2023                                        | 12/2018–06/2020                                | 06/2020–12/2023                                | seit 12/2023                                        | 10/2018–06/2020                     | 06/2020–07/2021, 03/2022–12/2023    | seit 12/2023                        | 10/2018–06/2020                     | 06/2020–07/2021, 03/2022–12/2023    | seit 12/2023                        | 02/2022–12/2023                                       | seit 12/2023                                          |
| Motorbezeichnung *                         | M 256 E30 DEH LA G R                           | M 256 E30 DEH LA G R                           | M 256 E30 DEH LA G R                           | M 256 E30 DEH LA G R                           | M 256 E30 DEH LA G R                                | M 256 E30 DEH LA G                             | M 256 E30 DEH LA G                             | M 256 E30 DEH LA G                                  | M 177 DE 40 AL                      | M 177 DE 40 AL                      | M 177 DE 40 AL                      | M 177 DE 40 AL                      | M 177 DE 40 AL                      | M 177 DE 40 AL                      | M 177 DE 40 AL                                        | M 177 DE 40 AL                                        |
| Motortyp                                   | R6-Ottomotor + Elektromotor                    | R6-Ottomotor + Elektromotor                    | R6-Ottomotor + Elektromotor                    | R6-Ottomotor + Elektromotor                    | R6-Ottomotor + Elektromotor                         | R6-Ottomotor + Elektromotor                    | R6-Ottomotor + Elektromotor                    | R6-Ottomotor + Elektromotor                         | V8-Ottomotor                        | V8-Ottomotor                        | V8-Ottomotor                        | V8-Ottomotor                        | V8-Ottomotor                        | V8-Ottomotor                        | V8-Ottomotor + Elektromotor                           | V8-Ottomotor + Elektromotor                           |
| Gemischaufbereitung                        | Direkteinspritzung                             | Direkteinspritzung                             | Direkteinspritzung                             | Direkteinspritzung                             | Direkteinspritzung                                  | Direkteinspritzung                             | Direkteinspritzung                             | Direkteinspritzung                                  | Direkteinspritzung                  | Direkteinspritzung                  | Direkteinspritzung                  | Direkteinspritzung                  | Direkteinspritzung                  | Direkteinspritzung                  | Direkteinspritzung                                    | Direkteinspritzung                                    |
| Motoraufladung                             | Turbolader                                     | Turbolader                                     | Turbolader                                     | Turbolader                                     | Turbolader                                          | Turbolader + elektrischer Zusatzverdichter     | Turbolader + elektrischer Zusatzverdichter     | Turbolader + elektrischer Zusatzverdichter          | Biturbo                             | Biturbo                             | Biturbo                             | Biturbo                             | Biturbo                             | Biturbo                             | Biturbo                                               | Biturbo                                               |
| Hubraum                                    | 2999 cm³                                       | 2999 cm³                                       | 2999 cm³                                       | 2999 cm³                                       | 2999 cm³                                            | 2999 cm³                                       | 2999 cm³                                       | 2999 cm³                                            | 3982 cm³                            | 3982 cm³                            | 3982 cm³                            | 3982 cm³                            | 3982 cm³                            | 3982 cm³                            | 3982 cm³                                              | 3982 cm³                                              |
| max. Leistung                              | 270 kW + 16 kW (367 PS + 22 PS) bei 6100 min−1 | 270 kW + 16 kW (367 PS + 22 PS) bei 6100 min−1 | 270 kW + 16 kW (367 PS + 22 PS) bei 6100 min−1 | 270 kW + 16 kW (367 PS + 22 PS) bei 6100 min−1 | 270 kW + 16 kW (367 PS + 22 PS) bei 5500–6100 min−1 | 320 kW + 16 kW (435 PS + 22 PS) bei 6100 min−1 | 320 kW + 16 kW (435 PS + 22 PS) bei 6100 min−1 | 320 kW + 16 kW (435 PS + 22 PS) bei 5800–6100 min−1 | 430 kW (585 PS) bei 5500–6500 min−1 | 430 kW (585 PS) bei 5500–6500 min−1 | 430 kW (585 PS) bei 5500–6500 min−1 | 470 kW (639 PS) bei 5500–6500 min−1 | 470 kW (639 PS) bei 5500–6500 min−1 | 470 kW (639 PS) bei 5500–6500 min−1 | 470 kW + 150 kW (639 PS + 204 PS) bei 5500–6500 min−1 | 470 kW + 150 kW (639 PS + 204 PS) bei 5500–6500 min−1 |
| max. Drehmoment                            | 500 Nm bei 1800–4500 min−1 + 250 Nm            | 500 Nm bei 1800–4500 min−1 + 250 Nm            | 500 Nm bei 1800–4500 min−1 + 250 Nm            | 500 Nm bei 1800–4500 min−1 + 250 Nm            | 500 Nm bei 1600–4500 min−1 + 250 Nm                 | 520 Nm bei 1800–5800 min−1 + 250 Nm            | 520 Nm bei 1800–5800 min−1 + 250 Nm            | 520 Nm bei 1800–5800 min−1 + 250 Nm                 | 800 Nm bei 2500–5000 min−1          | 800 Nm bei 2500–5000 min−1          | 800 Nm bei 2350–5000 min−1          | 900 Nm bei 2500–4500 min−1          | 900 Nm bei 2500–4500 min−1          | 900 Nm bei 2500–4500 min−1          | 900 Nm bei 2500–4500 min−1 + 300 Nm                   | 900 Nm bei 2500–4500 min−1 + 300 Nm                   |
| Antriebsart                                | Hinterradantrieb                               | Hinterradantrieb                               | Allradantrieb                                  | Allradantrieb                                  | Allradantrieb                                       | Allradantrieb                                  | Allradantrieb                                  | Allradantrieb                                       | Allradantrieb                       | Allradantrieb                       | Allradantrieb                       | Allradantrieb                       | Allradantrieb                       | Allradantrieb                       | Allradantrieb                                         | Allradantrieb                                         |
| Getriebe                                   | Neunstufen-Automatik (AMG SPEEDSHIFT TCT 9G)   | Neunstufen-Automatik (AMG SPEEDSHIFT TCT 9G)   | Neunstufen-Automatik (AMG SPEEDSHIFT TCT 9G)   | Neunstufen-Automatik (AMG SPEEDSHIFT TCT 9G)   | Neunstufen-Automatik (AMG SPEEDSHIFT TCT 9G)        | Neunstufen-Automatik (AMG SPEEDSHIFT TCT 9G)   | Neunstufen-Automatik (AMG SPEEDSHIFT TCT 9G)   | Neunstufen-Automatik (AMG SPEEDSHIFT TCT 9G)        | AMG SPEEDSHIFT MCT 9G               | AMG SPEEDSHIFT MCT 9G               | AMG SPEEDSHIFT MCT 9G               | AMG SPEEDSHIFT MCT 9G               | AMG SPEEDSHIFT MCT 9G               | AMG SPEEDSHIFT MCT 9G               | AMG SPEEDSHIFT MCT 9G                                 | AMG SPEEDSHIFT MCT 9G                                 |
| Leergewicht                                | 1990 kg                                        | 1990 kg                                        | 2040 kg                                        | 2045 kg                                        | 2040 kg                                             | 2045 kg                                        | 2045 kg                                        | 2045 kg                                             | 2100 kg                             | 2100 kg                             | 2105 kg                             | 2120 kg                             | 2120 kg                             | 2135 kg                             | 2380 kg                                               | 2380 kg                                               |
| max. Zuladung                              | 470 kg                                         | 470 kg                                         | 475 kg                                         | 470 kg                                         | 475 kg                                              | 470 kg                                         | 470 kg                                         | 470 kg                                              | 450 kg                              | 450 kg                              | 455 kg                              | 440 kg                              | 440 kg                              | 425 kg                              | 380 kg                                                | 380 kg                                                |
| Beschleunigung, 0–100 km/h                 | 5,0 s                                          | 5,0 s                                          | 4,9 s                                          | 4,9 s                                          | 4,9 s                                               | 4,5 s                                          | 4,5 s                                          | 4,5 s                                               | 3,4 s                               | 3,4 s                               | 3,4 s                               | 3,2 s                               | 3,2 s                               | 3,2 s                               | 2,9 s                                                 | 2,9 s                                                 |
| Höchstgeschwindigkeit **                   | 270 km/h                                       | 270 km/h                                       | 270 km/h                                       | 270 km/h                                       | 270 km/h                                            | 285 km/h                                       | 285 km/h                                       | 285 km/h                                            | 310 km/h                            | 310 km/h                            | 310 km/h                            | 315 km/h                            | 315 km/h                            | 315 km/h                            | 316 km/h                                              | 316 km/h                                              |
| Kraftstoffverbrauch auf 100 km, kombiniert | 8,1–8,3 l Super Plus                           | 8,3–8,5 l Super Plus                           | 9,1–9,4 l Super Plus                           | 8,8–9,1 l Super Plus                           | 9,5–10,0 l Super Plus                               | 9,1–9,4 l Super Plus                           | 8,8–9,1 l Super Plus                           | 9,5–10,0 l Super Plus                               | 11,1–11,2 l Super Plus              | 12,0–12,4 l Super Plus              | 12,0–13,3 l Super Plus              | 11,3 l Super Plus                   | 12,5 l Super Plus                   | 12,6–13,3 l Super Plus              | 7,9 l Super Plus                                      | 8,7 l Super Plus                                      |
| CO2-Emission                               | 184–189 g/km                                   | 189–194 g/km                                   | 209–215 g/km                                   | 202–209 g/km                                   | 214–227 g/km                                        | 209–215 g/km                                   | 202–209 g/km                                   | 214–228 g/km                                        | 252–256 g/km                        | 274–284 g/km                        | 272–300 g/km                        | 257 g/km                            | 285 g/km                            | 286–301 g/km                        | 180 g/km                                              | 198 g/km                                              |
| Tankinhalt                                 | 66 l                                           | 66 l                                           | 66 l                                           | 66 l                                           | 80 l                                                | 66 l                                           | 66 l                                           | 80 l                                                | 66 l                                | 66 l                                | 80 l                                | 80 l                                | 80 l                                | 80 l                                | 66 l                                                  | 73 l                                                  |
| Abgasnorm                                  | Euro 6d-TEMP                                   | Euro 6d                                        | Euro 6d-TEMP                                   | Euro 6d                                        | Euro 6e                                             | Euro 6d-TEMP                                   | Euro 6d                                        | Euro 6e                                             | Euro 6d-TEMP                        | Euro 6d                             | Euro 6e                             | Euro 6d-TEMP                        | Euro 6d                             | Euro 6e                             | Euro 6d                                               | Euro 6e                                               |

* Die Motorbezeichnung ist wie folgt verschlüsselt:
M = Motor (Otto), Baureihe = 3-stellig, DE = Direkteinspritzung, Hubraum = Deziliter (gerundet), H = Homogen, L = Ladeluftkühlung, A = Abgasturbolader, AL = wie L und A, G = boostfähiger Starter-Generator, R = leistungsreduziert
** Elektronisch abgeregelt